# Округ Таланд (Конектикат)
Таланд (енгл. Tolland County) је округ у америчкој савезној држави Конектикат.

## Демографија
По попису из 2010. године број становника је 152.691, што је 16.327 (12,0%) становника више него 2000. године.
| Група             | 2000.           | 2010.           |
| Белци             | 124.014 (90,9%) | 133.589 (87,5%) |
| Афроамериканци    | 3.708 (2,7%)    | 5.011 (3,3%)    |
| Азијати           | 3.090 (2,3%)    | 5.134 (3,4%)    |
| Хиспаноамериканци | 3.873 (2,8%)    | 6.602 (4,3%)    |
| Укупно            | 136.364         | 152.691         |